# Banga
Denna artikel handlar om albumet. För de filippinska kommunerna, se Banga (Aklan) och Banga (Södra Cotabato).
För andra betydelser, se Banga (olika betydelser).
Banga är ett musikalbum av Patti Smith som lanserades i juni 2012 på skivbolaget Columbia. Skivan spelades in 2011 i Jimi Hendrix studio Electric Lady i New York. Patti Smiths debutalbum Horses spelades in i samma studio, och några av de medverkande musikerna som trummisen Jay Dee Daugherty, gitarristen Lenny Kaye, och gästmusikern Tom Verlaine var med även då. Alla låtar på albumet är originalkompositioner, utom den sista, en cover på Neil Youngs "After the Gold Rush". Låten "This Is the Girl" skrevs till minne av Amy Winehouse. "Nine" skrevs som en födelsedagspresent till Johnny Depp, som också medverkar på gitarr på albumets titelspår. Albumets namn, "Banga" härstammar från Michail Bulgakov's bok "Mästaren och Margarita" där Banga är namnet på Pontius Pilatus hund. 

## Låtlista
(upphovsman inom parentes)
1. "Amerigo" (Patti Smith, Tony Shanahan) - 4:36
2. "April Fool" (Smith, Shanahan) - 3:46
3. "Fuji-san" (Smith, Lenny Kaye) - 4:12
4. "This Is the Girl" (Smith, Shanahan, Stewart Lerman) - 3:49
5. "Banga" (Smith) - 2:51
6. "Maria" (Smith, Shanahan) - 5:05
7. "Mosaic" (Smith, Jay Dee Daugherty) - 4:12
8. "Tarkovsky" (Smith) - 4:50
9. "Nine" (Smith) - 5:02
10. "Seneca" (Smith, Kaye) - 5:39
11. "Constantine's Dream" (Smith, Kaye) - 10:19
12. "After the Gold Rush" (Neil Young) - 4:13

## Listplaceringar
- Billboard 200, USA: #57[1]
- UK Albums Chart, Storbritannien: #47[2]
- Danmark: #7[3]
- Finland: #21[4]
- VG-lista, Norge: #3[5]
- Sverigetopplistan, Sverige: #10[6]